# عبد الكريم بن سليمان
عبد الكريم بن سليمان كان وزيرًا للخارجية في فترة حكم مولاي عبد العزيز، وهو أحد الشخصيات البارزة في تاريخ السياسة المغربية خلال أواخر القرن التاسع عشر وبداية القرن العشرين. لعب دورًا مهمًا في السياسة الخارجية للمغرب، خاصة في ظل الظروف الصعبة التي كانت تمر بها البلاد في تلك الحقبة.
في عام 1895، في وقت كانت فيه الدولة المغربية تواجه تحديات كبيرة داخليًا وخارجيًا، بعث عبد الكريم بن سليمان كأحد السفراء في مهمة دبلوماسية إلى عدة دول أوروبية، مثل فرنسا وروسيا وألمانيا، وذلك لطلب الدعم والمساعدة في مواجهة الثورات الداخلية وللحفاظ على استقلال المغرب في مواجهة التدخلات الاستعمارية.
عُرف عبد الكريم بن سليمان بقدراته الدبلوماسية في تلك المرحلة، حيث سعى إلى تخفيف الضغوط التي كانت تمارس على المغرب من قبل القوى الاستعمارية الكبرى مثل فرنسا وإسبانيا. كانت جهوده جزءًا من مساعي المغرب للتفاوض مع الدول الأوروبية لضمان استقلاله ودرء التدخلات التي تهدد سيادته. تميزت هذه الحقبة بتوازن دقيق بين محاولة الحفاظ على استقلال البلاد من خلال الدبلوماسية، وبين الواقع السياسي والعسكري الذي كان يفرض تحديات كبيرة أمام المغرب، لا سيما مع النزاعات الداخلية والضغط الاستعماري المتزايد.